# Canoparmelia scrobicularis
Canoparmelia scrobicularis är en lavart som först beskrevs av Kremp., och fick sitt nu gällande namn av Elix & Hale. Canoparmelia scrobicularis ingår i släktet Canoparmelia och familjen Parmeliaceae.   Inga underarter finns listade i Catalogue of Life.